# Jogos Mundiais de 2022
Os Jogos Mundiais de 2022 foram um evento multiesportivo internacional realizado de 7 a 17 de julho de 2022, em Birmingham, Alabama, Estados Unidos. Foi a 11ª edição dos Jogos Mundiais, um evento multiesportivo com disciplinas de esportes olímpicos e outras competições que atualmente não são disputadas nos Jogos Olímpicos; os Jogos contaram com 3.600 atletas competindo em 206 eventos de medalhas em 30 esportes.
Estavam originalmente programados para serem realizados em 2021, mas foram adiados por um ano devido à pandemia de COVID-19. Foi a segunda edição dos Jogos Mundiais a ser sediada pelos Estados Unidos desde sua edição inaugural em 1981.

## Processo de licitação
A candidatura da cidade foi apresentada pelos empresários David Benck, Edgar Welden, Gene Hallman e Scotty Meyers. Além de Birmingham outras 2 cidades ao redor do mundo se candidataram para sediar os Jogos:
- Lima
- Ufa

A decisão final foi anunciada em 22 de janeiro de 2015,na sede da Associação Internacional dos Jogos Mundiais em Lausane,na Suíça.
Além do Legion Field, o Barber Motorsports Park também será um local privilegiado para os jogos. No entanto, o Legion Field deverá ser substituído pelo novo Protective Stadium antes dos Jogos Mundials de 2022.

## Os Jogos

### Modalidades
O programa dos Jogos Mundiais de 2022 contou com 30 esportes oficiais, incluindo 54 disciplinas abrangendo 206 eventos. Esta foi a primeira vez que corrida de drones, maratona de canoa, breakdance, punhobol feminino, kickboxing e parkour foram incluídos nos Jogos Mundiais como esportes oficiais. Softbol e raquetebol voltaram ao programa oficial dos Jogos Mundiais. Os esportes por convite compreendendo 17 eventos incluíam duatlo, futebol de bandeira, rugby em cadeira de rodas, wushu (taolu) e lacrosse masculino. Tanto o lacrosse de campo masculino quanto o feminino eram jogados no formato de seis. Os números entre parênteses indicam o número de medalhas disputadas em cada modalidade esportiva.
| Dança e arte - Dança esportiva (5) - Ginástica acrobática (5) - Ginástica aeróbica (4) - Ginástica rítmica (4) - Ginástica de trampolim (4) - Parkour (4) - Patinação artística (3) Esportes com bola - Caiaque polo (2) - Corfebol (1) - Floorball (1) - Handebol de praia (2) - Hóquei em patins (1) - Lacrosse (2) - Punhobol (2) - Raquetebol (2) - Softbol (1) - Squash (2) | Artes marciais - Caratê (12) - Jiu-jitsu (18) - Kickboxing (6) - Sumô (8) - Muay thai (12) Esportes de precisão - Bilhar (4) - Boliche (4) - Boules (4) - Tiro com arco (7) Esportes de força - Cabo de guerra (3) - Levantamento de peso básico (8) Esportes de resistência ou velocidade - Maratona de canoagem (4) - Patinação inline de velocidade (18) | Esportes de orientação - Natação com nadadeiras (16) - Orientação (5) - Salvamento (16) - Ultimate frisbee (1) Esportes de vanguarda - Escalada (6) - Esqui aquático (8) - Paraquedismo (2) Exibição - Duatlo (3) - Esportes aéreos (2) - Futebol de bandeira (2) - Rugby em cadeira de rodas (1) - Wushu (10) |

### Nações participantes
Em 19 de fevereiro de 2021, o Comitê Olímpico Internacional anunciou que certos atletas russos teriam permissão para competir sob a designação "ROC" (de Comitê Olímpico Russo) em Tóquio 2020 e nos Jogos de Inverno de Pequim 2022. Essa penalidade também se aplica até o final de 2022 e teria sido aplicada a eventos afiliados ao Comitê Olímpico Internacional, como os Jogos Mundiais.
Após a invasão da Ucrânia pela Rússia em 2022, os atletas da Rússia, juntamente com a Bielorrússia, foram impedidos de participar dos Jogos Mundiais de 2022, de acordo com as recomendações do COI. A Rússia qualificou originalmente 62 atletas, enquanto a Bielorrússia deveria enviar 11 atletas. Parte da receita com ingressos foi doada à Ucrânia para a reconstrução de instalações esportivas após a invasão do país pela Rússia.
Atletas de 110 Comitês Olímpicos Nacionais estavam programados para participar. No total, atletas de 99 delegações competiram nos Jogos Mundiais de 2022. A única equipe representativa nos Jogos Mundiais de 2022 não representada por um Comitê Olímpico Nacional foram as equipes Haudenosaunee competindo no lacrosse.
| Nações participantes |
| --- |
| - AFG Afeganistão (3) - RSA África do Sul (21) - GER Alemanha (237) - ALG Argélia (1) - ARG Argentina (46) - ARU Aruba (2) - AUS Austrália (98) - AUT Áustria (72) - AZE Azerbaijão (15) - BHR Bahrein (3) - BEL Bélgica (77) - BOL Bolívia (2) - BIH Bósnia e Herzegovina (3) - BRA Brasil (74) - BRU Brunei (2) - BUL Bulgária (10) - CAM Camboja (2) - CAN Canadá (132) - QAT Catar (12) - KAZ Cazaquistão (16) - CHI Chile (28) - CHN China (40) - COL Colômbia (70) - KOR Coreia do Sul (30) - CRC Costa Rica (9) - CRO Croácia (21) - CUB Cuba (1) - DEN Dinamarca (44) - EGY Egito (21) - ESA El Salvador (2) - UAE Emirados Árabes Unidos (13) - ECU Equador (13) - SVK Eslováquia (12) - SLO Eslovênia (18) - ESP Espanha (57) - USA Estados Unidos (340) (anfitrião) - EST Estônia (8) - PHI Filipinas (9) - FIN Finlândia (37) - FRA França (167) - GEO Geórgia (1) - GBR Grã-Bretanha (110) - GRE Grécia (15) - GUA Guatemala (6) - HNL Haudenosaunee (24) - HKG Hong Kong (17) - HUN Hungria (59) - ISV Ilhas Virgens Americanas (9) - IND Índia (10) - INA Indonésia (6) - IRL Irlanda (8) - ISL Islândia (4) - ISR Israel (51) - ITA Itália (185) - JPN Japão (138) - JOR Jordânia (3) - KUW Kuwait (4) - LAT Letônia (33) - LTU Lituânia (11) - LUX Luxemburgo (1) - MKD Macedônia do Norte (2) - MAS Malásia (5) - MAR Marrocos (10) - MRI Maurício (2) - MEX México (78) - MDA Moldávia (2) - MGL Mongólia (7) - MNE Montenegro (3) - NAM Namíbia (1) - NEP Nepal (2) - NZL Nova Zelândia (46) - NOR Noruega (28) - NED Países Baixos (80) - PAN Panamá (26) - PAK Paquistão (1) - PAR Paraguai (2) - PER Peru (4) - POL Polônia (71) - PUR Porto Rico (31) - POR Portugal (47) - KGZ Quirguistão (2) - CZE Chéquia (87) - DOM República Dominicana (2) - ROU Romênia (21) - SEN Senegal (1) - SRB Sérvia (5) - SGP Singapura (15) - SUR Suriname (14) - SWE Suécia (56) - SUI Suíça (102) - THA Tailândia (32) - TPE Taipé Chinês (74) - TUN Tunísia (1) - TUR Turquia (3) - UKR Ucrânia (105) - URU Uruguai (2) - UZB Uzbequistão (5) - VEN Venezuela (16) - VIE Vietnã (5) |

## Quadro de medalhas

### Design da medalha
O design da medalha do evento foi revelado em fevereiro de 2022.
     País sede destacado
| Ordem | País                     | Medalha de ouro | Medalha de prata | Medalha de bronze |     | Ordem por total |
| ----- | ------------------------ | --------------- | ---------------- | ----------------- | --- | --------------- |
| 1     | Alemanha                 | 24              | 7                | 15                | 46  | 2               |
| 2     | Estados Unidos           | 16              | 18               | 10                | 44  | 3               |
| 3     | Ucrânia                  | 16              | 12               | 16                | 44  | 3               |
| 4     | Itália                   | 13              | 24               | 12                | 49  | 1               |
| 5     | França                   | 11              | 14               | 17                | 42  | 5               |
| 6     | Hungria                  | 11              | 7                | 9                 | 26  | 7               |
| 7     | Japão                    | 10              | 10               | 12                | 32  | 6               |
| 8     | Bélgica                  | 10              | 4                | 5                 | 19  | 9               |
| 9     | Colômbia                 | 9               | 10               | 6                 | 25  | 8               |
| 10    | China                    | 9               | 4                | 1                 | 14  | 13              |
| 11    | Israel                   | 7               | 3                | 4                 | 14  | 13              |
| 12    | Espanha                  | 6               | 6                | 7                 | 19  | 9               |
| 13    | Canadá                   | 5               | 5                | 5                 | 15  | 12              |
| 14    | Suíça                    | 5               | 4                | 3                 | 12  | 17              |
| 15    | Reino Unido              | 5               | 3                | 3                 | 11  | 18              |
| 16    | México                   | 5               | 2                | 5                 | 12  | 15              |
| 17    | Dinamarca                | 4               | 3                | 3                 | 10  | 19              |
| 18    | Tailândia                | 4               | 3                | 2                 | 9   | 21              |
| 19    | Suécia                   | 3               | 6                | 5                 | 14  | 13              |
| 20    | Polónia                  | 3               | 5                | 7                 | 16  | 11              |
| 21    | Países Baixos            | 3               | 3                | 4                 | 10  | 19              |
| 22    | Austrália                | 3               | 2                | 2                 | 7   | 26              |
| 23    | Egito                    | 3               | 1                | 1                 | 5   | 29              |
| 24    | Croácia                  | 2               | 5                | 0                 | 7   | 26              |
| 25    | Indonésia                | 2               | 3                | 0                 | 5   | 29              |
| 26    | Noruega                  | 2               | 2                | 1                 | 5   | 29              |
|       | Sérvia                   | 2               | 2                | 1                 | 5   | 29              |
| 28    | Brasil                   | 2               | 1                | 5                 | 8   | 22              |
|       | Emirados Árabes Unidos   | 2               | 1                | 5                 | 8   | 22              |
| 30    | Áustria                  | 2               | 1                | 1                 | 4   | 34              |
| 31    | Camboja                  | 2               | 0                | 0                 | 2   | 49              |
|       | Vietname                 | 2               | 0                | 0                 | 2   | 49              |
| 33    | Taipé Chinesa            | 1               | 6                | 6                 | 13  | 16              |
| 34    | Coreia do Sul            | 1               | 3                | 4                 | 8   | 22              |
|       | Grécia                   | 1               | 3                | 4                 | 8   | 22              |
| 36    | Cazaquistão              | 1               | 2                | 1                 | 4   | 34              |
|       | Portugal                 | 1               | 2                | 1                 | 4   | 34              |
| 38    | Eslovênia                | 1               | 1                | 3                 | 5   | 29              |
| 39    | Equador                  | 1               | 1                | 2                 | 4   | 34              |
|       | Eslováquia               | 1               | 1                | 2                 | 4   | 34              |
| 41    | Bulgária                 | 1               | 1                | 1                 | 3   | 42              |
|       | Nova Zelândia            | 1               | 1                | 1                 | 3   | 42              |
| 43    | Brunei                   | 1               | 1                | 0                 | 2   | 49              |
| 44    | Azerbaijão               | 1               | 0                | 1                 | 2   | 49              |
|       | Lituânia                 | 1               | 0                | 1                 | 2   | 49              |
| 46    | África do Sul            | 1               | 0                | 0                 | 1   | 58              |
|       | Argélia                  | 1               | 0                | 0                 | 1   | 58              |
|       | Costa Rica               | 1               | 0                | 0                 | 1   | 58              |
|       | Filipinas                | 1               | 0                | 0                 | 1   | 58              |
|       | Moldávia                 | 1               | 0                | 0                 | 1   | 58              |
| 51    | Marrocos                 | 0               | 4                | 0                 | 4   | 34              |
| 52    | Chéquia                  | 0               | 3                | 3                 | 6   | 28              |
| 53    | Ilhas Virgens Americanas | 0               | 3                | 1                 | 4   | 34              |
| 54    | Chile                    | 0               | 2                | 1                 | 3   | 42              |
|       | Venezuela                | 0               | 2                | 1                 | 3   | 42              |
| 56    | Argentina                | 0               | 1                | 2                 | 3   | 42              |
|       | Roménia                  | 0               | 1                | 2                 | 3   | 42              |
|       | Singapura                | 0               | 1                | 2                 | 3   | 42              |
| 59    | Finlândia                | 0               | 1                | 1                 | 2   | 49              |
|       | Quirguistão              | 0               | 1                | 1                 | 2   | 49              |
|       | Uzbequistão              | 0               | 1                | 1                 | 2   | 49              |
| 62    | Bahrein                  | 0               | 1                | 0                 | 1   | 58              |
|       | Bósnia e Herzegovina     | 0               | 1                | 0                 | 1   | 58              |
|       | Catar                    | 0               | 1                | 0                 | 1   | 58              |
|       | Guatemala                | 0               | 1                | 0                 | 1   | 58              |
|       | Mongólia                 | 0               | 1                | 0                 | 1   | 58              |
|       | Peru                     | 0               | 1                | 0                 | 1   | 58              |
| 68    | Hong Kong                | 0               | 0                | 4                 | 4   | 34              |
| 69    | Malásia                  | 0               | 0                | 2                 | 2   | 49              |
| 70    | Bolívia                  | 0               | 0                | 1                 | 1   | 58              |
|       | Índia                    | 0               | 0                | 1                 | 1   | 58              |
|       | Panamá                   | 0               | 0                | 1                 | 1   | 58              |
|       | Tunísia                  | 0               | 0                | 1                 | 1   | 58              |
| Total | Total                    | 224             | 221              | 222               | 667 | —               |